# Максим Болдрі
Максим Олександр Болдрі (англ. Maxim Alexander Baldry, нар. 5 січня 1996, Редгілл, Суррей, Англія) — англійський актор, що розпочав кар'єру як дитячий актор у фільмі «Містер Бін на відпочинку» (2007). Останнім часом відомий своїми ролями в мильній опері Channel 4 «Голіокс» (2016—2017) і міні-серіалі «Довгі роки» (2019), а також у фантастичному серіалі Amazon Prime «Володар перснів: Персні влади» (2022―).

## Ранній життєпис
Болдрі народився в Редгіллі, графство Суррей у родині батька-англійця з Лестершира та вірменки з Москви; його батьки познайомилися, коли батько працював у Східній Європі. Своє раннє дитинство Болдрі провів у Москві та Варшаві, розмовляв російською як рідною мовою, перш ніж повернутися до Англії. У 2014 році навчався в Hurtwood House, отримавши Рівень А з англійської мови, історії та театру. Він почав вивчати літературу в Единбурзькому університеті, але залишив навчання.

## Кар'єра
У 2007 році Болдрі знявся в ролі Степана Дачевського в комедійному фільмі «Містер Бін на відпочинку» разом з Ровен Аткінсоном, за яку Болдрі був номінований на премію Молодий актор, і зіграв Цезаріона в історичній драмі HBO «Рим». Він повернувся до акторської діяльності майже через десять років, коли його взяли на роль Ліама Донована в мильній опері Channel 4 «Голіокс», яку він грав з 2016 по 2017 рік Потім він з'явився у телевізійному фільмі Syfy «Lake Placid: Legacy».
Болдрі зіграв українського біженця Віктора Горайя в міні-серіалі Рассела Т. Девіса «Довгі роки» (2019) на Channel 4 та Еда у фільмі «Щасливого Різдва». Наступного року він зіграв роль Джона Полідорі в 12-му епізоді серіалу «Доктор Хто» « Привиди вілли Діодаті» і з'явився в «Удар у відповідь: Вендета» на Sky One. Після кількох місяців виконання ролі у «Володарі кілець: Персні влади» було підтверджено, що він приєднався до акторського складу в грудні 2020 року Прем'єра серіалу відбулася у 2022 році, коли Болдрі зіграв Ісілдура.

## Фільмографія
| рік          | Назва                         | Оргінальна назва                               | Роль              | Примітки                     |
| ------------ | ----------------------------- | ---------------------------------------------- | ----------------- | ---------------------------- |
| 2005         | Маленький білий ведмідь 2     | The Little Polar Bear 2: The Mysterious Island | Чучо              | Англійський дубляж           |
| 2007         | Рим                           | Rome                                           | Цезаріон          | 3 епізоди                    |
| 2007         | Містер Бін на відпочинку      | Mr. Bean's Holiday                             | Степан Дачевський |                              |
| 2016―2017    | Голіокс                       | Hollyoaks                                      | Ліам Донован      | Регулярний серіал (80 серій) |
| 2018         | Лейк Плесід: Спадщина         | Lake Placid: Legacy                            | Дейн              | Телевізійний фільм           |
| 2019         | Довгі роки                    | Years and Years                                | Віктор Горая      | 6 серій                      |
| 2019         | Щасливого Різдва              | Last Christmas                                 | Ед                |                              |
| 2020         | Доктор Хто                    | Doctor Who                                     | Джон Полідорі     | Привиди вілли Діодаті        |
| 2020         | Удар у відповідь: Вендета     | Strike Back: Vendetta                          | Лорік Демачі      | 4 епізоди                    |
| 2022―теп.час | Володар перснів: Персні влади | The Lord of the Rings: The Rings of Power      | Ісілдур           | 5 серій                      |

## Нагороди та номінації
| рік  | Нагорода      | Категорія                                                                          | Робота                   | Результат | посилання |
| ---- | ------------- | ---------------------------------------------------------------------------------- | ------------------------ | --------- | --------- |
| 2008 | Молодий актор | Найкращий молодий актор другого плану в повнометражному фільмі — комедія чи мюзикл | Містер Бін на відпочинку | Номінація | [ 12 ]    |